# Nepals kommunistiske parti (maoistisk)
Nepals Kommunistiske Parti (maoistisk) (nepalesisk navn Nepala Kamyunishta Parti (Maobadi) forkortelse NKP(M), engelsk Communist Party of Nepal (Maoist)), grundlagt 1994, styrer det største bondeoprør i 2000'erne. Nepals Kommunistiske parti er nu det regerende parti sammen med det socialdemokratiske parti i Nepal.
Denne artikel redegør for partiets historie, politik og taktik. Den indeholder samtidig en gennemgang af borgerkrigen i Nepal fra 1996 og til (foreløbig) 2005, og hovedtræk i Nepals politiske historie fra 2001 til 2005, som ikke kan skilles fra NKP (M)s historie.

## Situationen ved årsskiftet 2005 – 2006
NKP (M) kontrollere i 2005 størstedelen af landsbyerne i Nepal (men mindre end halvdelen befolkningen bor i disse områder).
Efter kong Gyanendra statskup den 1. februar 2005, dannede de syv største parlamentariske partier en alliance for genindførelse af demokrati, kendt som The Seven-party alliance for democracy (Syvpartialliancen for demokrati i Nepal). NKP(M) startede en charmeoffensiv rettet mod Syvpartialliancen for at opnå en enhedsfront mod diktaturet.
Efter at maoistene erklærede tre måneders ensidig våbenhvile 3. september, startede forhandlinger mellem NKP(M) og de parlamentariske partiene. Under samtaler i Indiens hovedstad Delhi kom de to parter frem til en aftale som blev offentliggjort 19. november.
NKP(M) loveded at nedlægge våbnene, og gik sammen med Syvpartialliancen ind for at der skal oprettes en grundlovsgivende forsamling, der skal bygge på flerpartivalg, og som også skal tage stilling til spørgsmålet om monarki eller republik.
Kongen afviste både våbenhvilen og forhandlingsresultatet. Han udskrev lokalvalg 8. februar 2006, hvor alle de syv største partir nægtede at stille op. (Lokalvalget omfattede kun de 58 bykommuner, hvor noget over 3 millioner bor.)
2. januar 2006 erklærede maoisterne at fordi kongen fortsat angriber deres styrker, kunne de ikke forlænge den ensidige våbenhvile som varede til udgangen af december 2005. Syvpartialliansen lagde skylden på provokationer fra kongen.
I januar var der militære sammenstøt mellem regeringsstyrker og maoisterne. Syvpartialliancens medlemmer arrangerede store demonstrationer mod lokalvalget i februar, hver for sig og sammen. Nogen ad dem blev forbudt af regeringen, og politiet gik hårdt tilværks mod demonstranter.
I følge en repræsentant for US State Department stemte 25% i Kathmandu og halvdelen i resten af landet. Officielt var valgdeltagelsen 20%. En repræsentant for oppositionen hævdede at kun 5% stemte.